# Břeh

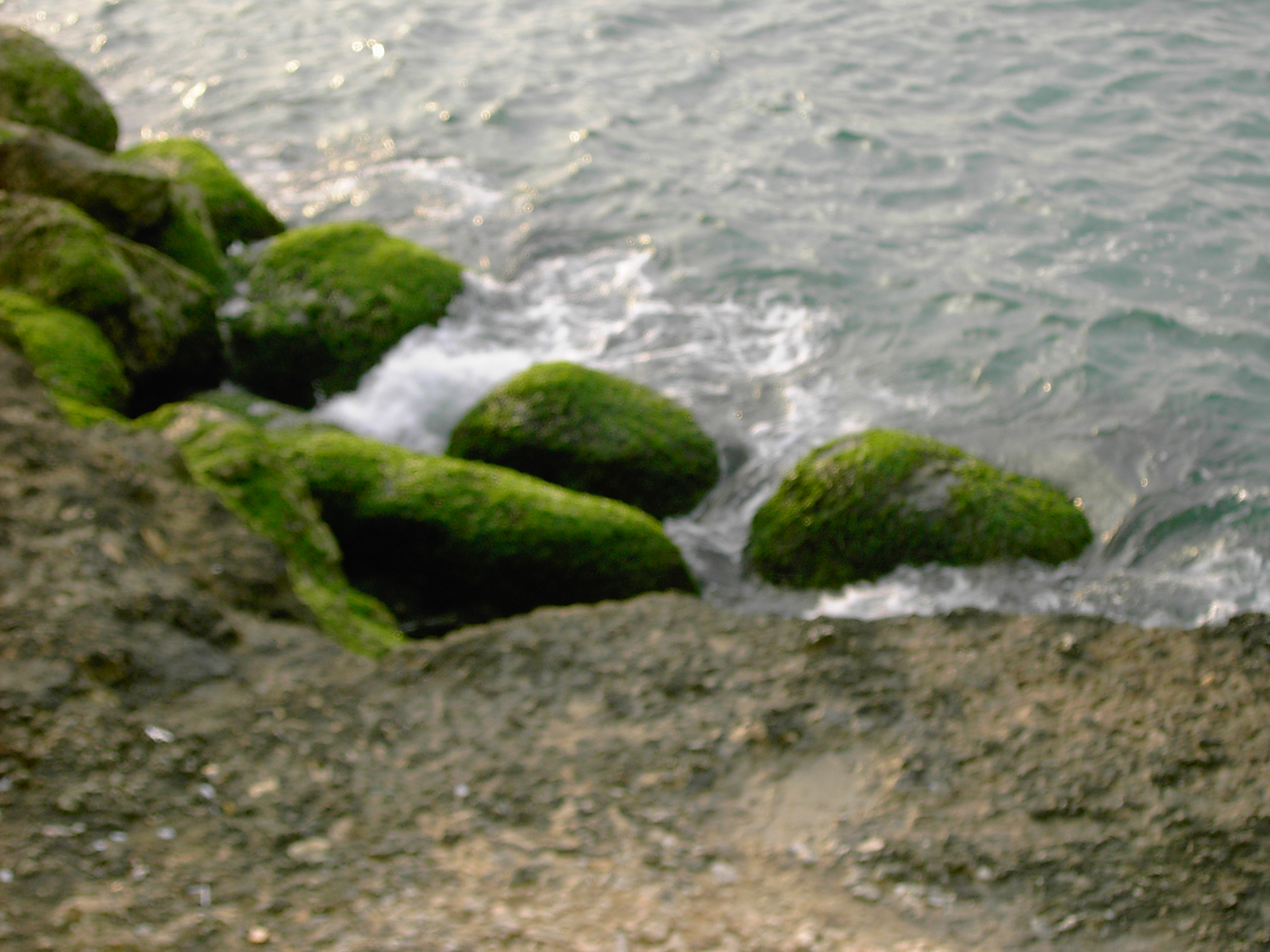
Břeh u pobřeží Alexandrie

Břeh je v obecném smyslu pruh pevné půdy podél vodní plochy. Zjednodušeně bývá chápán jako pobřežní linie/pobřežní čára nebo břehová linie či místo na rozhraní souše a vodní plochy, např. oceánu, moře, jezera nebo řeky.
V oceánografii je břeh některými autory ztotožňován s pobřežím, skládajícím se z příbřeží a zábřeží.
Tvar břehu je ovlivněn druhem horniny, ze které je tvořen, erozí způsobenou vodou a také sedimenty, které může voda přinést.
Oblast, která se na souši k pobřežní čáře napojuje, se rovněž nazývá břeh (např. „vesnice na levém břehu řeky“) či pobřeží (zejména v případě mořských břehů).
Břehy vodních toků se definují jako pravý a levý, a to podle strany ve směru toku. Ve fluviální geomorfologii jsou rozpoznávány nárazové břehy (výsepní břehy, výsepy), které jsou vyduté, a nánosové břehy (jesepní břehy, jesepy), které jsou vypuklé. Bočnou erozí dochází k podemílání nárazových břehů a následné akumulaci splavenin na březích nánosových.
Pokud hladina vodní plochy stoupá, břeh ustupuje a naopak pokud hladina klesá, břeh postupuje.